# Estudios Roptence

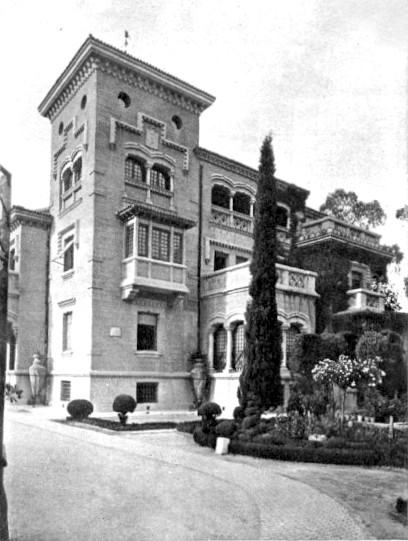
Estudios Roptence en Madrid en 1935.

Los Estudios Roptence fueron unos estudios cinematográficos españoles que existieron entre 1932 y 1956, con sede en Madrid.
El estudio fabricó originalmente un equipo de grabación de sonido que sería vendido tras la adopción del sonido por las películas. El estudio sufrió una importante reconstrucción en 1935, y volvería a ser reconstruido nuevamente en 1941. Sin embargo, las instalaciones no se vieron afectadas durante la Guerra civil y continuaron operativas. La película En busca de una canción se terminó de rodar en julio de 1937, en plena contienda. A comienzos de la década de 1940 los estudios tuvieron su época de mayor esplendor, con diez películas hechas solamente en 1940. Una de las empresas con sede allí se especializó durante estos años en coproducciones con Portugal. A partir de 1946 los estudios comenzaron a perder importancia —al tiempo que las producciones se trasladaban a otros lugares—, y terminarían cerrando en 1956.
A lo largo de su historia en los estudios se rodaron películas como Es mi hombre (1934), La hija de Juan Simón (1935), Castillos de Castilla (1936), Rinconcito madrileño (1936), Escuadrilla (1941), Boda en el infierno (1942), Intriga (1943), La casa de la lluvia (1943), La Guitarra de Gardel (1949), Cristo (1953), etc.